# Stephanie Black
Stephanie Black és una directora de cinema i productora de documentals estatunidenca. Ella resideix a la ciutat de Nova York.
Els seus treballs cinematogràfics guardonats inclouen H-2 Worker, que documenta els més de 10.000 homes del Carib portats a Florida cada any amb una visa de treballador convidat temporal "H-2" per collir canya de sucre per a corporacions del sucre estatunidenques. La pel·lícula va guanyar el premi al millor documental i als premis a la millor fotografia al Festival de Cinema de Sundance l'any 1990. Life and Debt (2001), sobre l'impacte de Fons Monetari Internacional, Banc Mundial i Banc Interamericà de Desenvolupament i les polítiques actuals de globalització que han tingut sobre el desenvolupament econòmic de Jamaica, van obtenir un reconeixement generalitzat, inclòs un Premi del Jurat de la Crítica al Festival de Cinema de Los Angeles.
El 2008, Stephanie Black va produir i dirigir "Africa Unite", un llargmetratge documental musical sobre la celebració del 60è aniversari de Bob Marley a Addis Abeba, Etiòpia per a la família Marley.
Stephanie Black ha dirigit segments de documentals d'imatge real per a Barri Sèsam i episodis de la sèrie de telerealitat Being Bobby Brown. També va produir per als espectacles infantils U to U, Big Bag, i Zoom.